# Pachnobia rhaetica
Pachnobia rhaetica là một loài bướm đêm trong họ Noctuidae.